# Michel Brusselmans
Michel Brusselmans (Parigi, 12 febbraio 1886 – Bruxelles, 20 settembre 1960) è stato un compositore belga.

## Primi anni
Nato a Parigi da una famiglia belga, era il fratello minore del pittore Jean Brusselmans. Si forma al Conservatorio Reale di Bruxelles, studiando dapprima con Gustave Huberti e Edgar Tinel per poi completare gli studi con Vincent d'Indy, presso la Schola Cantorum de Paris, e Paul Gilson. Nel 1911 vince il prestigioso Prix de Rome belga e nel 1914 il suo poema sinfonico Helena van Sparta gli vale il Premio Agniez; in questi anni cerca tuttavia di intraprendere anche una carriera concertistica come violinista e direttore d'orchestra ma abbandona presto quest'attività a causa di seri problemi alla vista.

## Musiche per il cinema muto
Nel 1921 si trasferisce ancora una volta a Parigi, dove comincia a lavorare per l'editore Édouard Salabert, che si offre di pubblicare alcuni suoi lavori come delle Sonate per violino e per violoncello, scritte durante la prima guerra mondiale, e la sua prima sinfonia. In cambio però svolgerà diversi lavori molto umili, in un primo momento, per conto di Salabert che successivamente gli commissionerà, invece, di scrivere musiche come ghostwriter per il cinema muto, produzione che gli garantì un reddito costante; Brusselmans a tale scopo arriverà a scrivere quasi 700 composizioni di diversa durata e tra queste ricordiamo le musiche per il film del 1932 La mummia.

## Maturità e stile
Durante la seconda guerra mondiale è costretto a tornare a Bruxelles dove lavora cone arrangiatore per la radio nazionale Sender Brüssel, all'epoca sotto il controllo delle forze tedesche occupanti. Dopo la guerra rientra in Francia per poi stabilirsi ad Alicante in Spagna.
La sua numerosa produzione, che aderisce all'impressionismo, comprende musica da camera e per orchestra, musica corale, canzoni e varie musiche per il teatro e per il cinema. La Suite d’orchestre d’après les caprices de Paganini, rappresenta uno dei punti più alti ed è inserito nel repertorio di diverse orchestre internazionali.